# Hexatoma (Eriocera) sanctaemartae
Hexatoma (Eriocera) sanctaemartae is een tweevleugelige uit de familie steltmuggen (Limoniidae). De soort komt voor in het Neotropisch gebied.